# Албуции
Албуциите (на латински: gens Albucia или Albutia) са фамилия от Древен Рим.
Известни от фамилията:
- Тит Албуций, оратор, претор в Сардиния 105 пр.н.е.
- Гай Албуций Сил, реторик и адвокат от Новария по времето на Август[2]
- Албуций, физик, медик на Рим, 1 век